# 上田市立丸子図書館
上田市立丸子図書館（うえだしりつまることしょかん）は、長野県上田市中丸子にある公共図書館。上田市立図書館のひとつである。
小県郡丸子町は信濃絹糸紡績株式会社（現・シナノケンシ）創業者の金子行徳から図書館建設費の寄付を受け、1966年（昭和41年）には上丸子に丸子町立金子図書館（まるこちょうりつかねことしょかん）が開館した。2006年（平成18年）の合併を機に上田市立丸子金子図書館（うえだしりつまるこかねことしょかん）に改称した。2012年（平成24年）には上田市中丸子のカネボウ丸子工場跡地に上田市立丸子図書館が開館した。

## 年表
- 1966年（昭和41年） : 小県郡丸子町上丸子に丸子町立金子図書館が開館。
- 2006年（平成18年） : 上田市など1市2町1村の合併に伴って上田市立丸子金子図書館に改称。
- 2012年（平成24年） : 上田市中丸子に上田市立丸子図書館が開館。

## 歴史

### 上丸子時代(1966-2012)
長野県小県郡の丸子町は1961年（昭和36年）10月に町制施行50周年を迎え、記念事業の一つとして図書館の建設を計画した。1965年（昭和40年）1月6日には丸子町にある信濃絹糸紡績株式会社（現・シナノケンシ）創業者の金子行徳が死去し、故人の遺志として図書館を建設するために遺族から1300万円が寄付された。これにより館名を金子行徳の名を冠する丸子町立金子図書館に決定し、同年9月に上丸子で着工した。1966年3月末に竣工し、同年5月11日に竣工式と開館式を行った。
金子図書館は丸子町立丸子小学校（現・上田市立丸子中央小学校）の北側にあった。鉄筋コンクリート造一部2階建であり、延床面積は445.5m2だった。1階は閲覧室、児童室、郷土資料室、研究室、事務室であり、2階は会議室、談話室、和室だった。開館時間は4月から11月が「11時-18時」であり、12月から翌年3月が「11時-17時」だった。休館日は日曜日、祝祭日、毎月末日、年末年始、曝書期間だった。1冊まで10日間の館外貸出が可能とされたが、開館からしばらくは館外貸出を中止している。開館当初の蔵書数は約1,700冊だったが、1966年度（昭和41年度）末の蔵書数は3,112冊となり、1966年度の貸出数は5,762冊だった。
| 丸子町立金子図書館の蔵書点数 | 丸子町立金子図書館の蔵書点数 | 丸子町立金子図書館の蔵書点数 | 丸子町立金子図書館の蔵書点数 | 丸子町立金子図書館の蔵書点数 |
| ---------------------------- | ---------------------------- | ---------------------------- | ---------------------------- | ---------------------------- |
| 年度                         |                              |                              |                              | 冊数                         |
| 1966                         | 1966                         |                              | 3,112                        | 3,112                        |
| 1976                         | 1976                         |                              | 23,407                       | 23,407                       |
| 1986                         | 1986                         |                              | 39,283                       | 39,283                       |
| 1994                         | 1994                         |                              | 65,751                       | 65,751                       |

| 丸子町立金子図書館の貸出点数 | 丸子町立金子図書館の貸出点数 | 丸子町立金子図書館の貸出点数 | 丸子町立金子図書館の貸出点数 | 丸子町立金子図書館の貸出点数 |
| ---------------------------- | ---------------------------- | ---------------------------- | ---------------------------- | ---------------------------- |
| 年度                         |                              |                              |                              | 冊数                         |
| 1966                         | 1966                         |                              | 5,762                        | 5,762                        |
| 1976                         | 1976                         |                              | 35,151                       | 35,151                       |
| 1986                         | 1986                         |                              | 43,224                       | 43,224                       |
| 1994                         | 1994                         |                              | 56,609                       | 56,609                       |

図書館開館前の1966年2月には歴史学者の小林計一郎を講師とする第1回近世文書講習会を開催しており、以後は年1回の頻度で開催した。1967年（昭和42年）5月にはPTA母親文庫上小配本所丸子分室を設置し、依田窪地区の配本の拠点とした。1968年（昭和43年）11月には金子図書館が事務局となって丸子史料研究会に編集を委託した『丸子町歴史年表』が刊行された。
1966年の図書館開館後には、1988年（昭和63年）までにシナノケンシから図書購入費として7回計1,700万円の寄付を受けている。また1976年（昭和51年）9月2日に金子行徳の妻である金子よ志が死去した際には、故人の遺志として遺族から800万円の寄付を受けている。この寄付により丸子町は書庫の建設を決定し、1977年（昭和52年）4月に着工した金子よ志記念書庫は同年7月に竣工した。1976年度（昭和51年度）の蔵書数は23,407冊、貸出数は35,151冊だった。
1980年（昭和55年）9月2日には約800冊を積載する移動図書館車「あおぞら号」を用いて、金子図書館から1.5キロメートル以上離れた地区を対象に移動図書館サービスを開始した。月2回の頻度で4コース46か所のステーションを巡回する。1981年（昭和56年）11月には現代文学読書会を発足させ、以後は毎月1回の頻度で開催した。1986年度（昭和61年度）の蔵書数は39,283冊、貸出数は43,224冊だった。1990年（平成2年）3月には上田市に本店を置くアルプス証券（現・八十二証券）から図書購入費として100万円の寄付を受けた。
1992年（平成4年）11月にはボランティアグループ「回転木馬」が図書館での活動を開始した。1993年（平成5年）7月には「あおぞら号」の新車を購入し、同年9月には新車の運行を開始した。同年10月には医師の横山新兵衛の遺族から万葉集関連の書籍など約4,000冊の寄贈を受け、金子図書館に横山文庫を設置した。また同年10月には丸子町で長野県図書館大会と北信越学校図書館大会が開催されている。
1994年度（平成6年度）の蔵書数は65,751冊、貸出数は56,609冊だった。1995年（平成7年）には創立30周年記念行事を開催し、シナノケンシ社長の金子八郎を招いた記念式典、著作家の落合恵子の講演会「生命の感受性」などが行われた。同年12月には上田地域4自治体（上田市・丸子町・東部町・坂城町）の4図書館を情報ネットワークで結び、図書の相互利用を行う上田地域図書館情報ネットワーク「エコール」を開始した。2000年（平成12年）には丸子地域振興公社への業務一部委託を開始した。
2006年（平成18年）3月6日には（旧）上田市、丸子町、真田町、武石村の1市2町1村が合併し、（新）上田市が発足したため、丸子町立金子図書館から上田市立丸子金子図書館に改称した。合併により移動図書館車「あおぞら号」が武石地区（旧・武石村）へも巡回を開始している。2008年（平成20年）4月には移動図書館車を3500冊積載の車両に更新した。新館移転に向けた準備のために、上田市立丸子金子図書館は2012年（平成24年）1月に閉館した。閉館時には92,365冊を所蔵していた。

### 中丸子時代(2012-)
丸子町は合併前から新図書館の建設を模索していた。2000年（平成12年）に新図書館研究委員会を設置し、2001年（平成13年）には新図書館建設委員会を設置している。その後は委員会が途絶えていたが、2005年（平成17年）には新図書館建設委員会を再開した。2006年（平成18年）の合併後には上田市が新図書館の建設を計画し、2009年（平成21年）10月から丸子図書館建設運営研究会を開催した。
上田市は中丸子のカネボウ丸子工場跡地に新館を建設することを決定し、2012年（平成24年）5月1日に上田市立丸子図書館の竣工式と開館式を開催した。事業費は約5億2440万円。設計は宮澤建築研究所であり、施工は栗木・図南特定建設工事共同企業体。開館準備中の書架に蔵書を並べる作業には、上田市にある長野大学と上田女子短期大学の学生、長野県丸子修学館高等学校の生徒などもボランティアで参加した。
丸子図書館の南側には上田市中丸子保育園があり、道路を挟んで東側には丸子中央病院がある。西側には千曲川支流の依田川が流れている。丸子町は製糸業で栄えた町であることから、建物の外観には生糸と同じ白色が採用されている。建物には20キロワットの太陽光発電設備が設置されている。延床面積は1,639m2であり、旧館の2.6倍となった。館内には、一般開架室、閲覧コーナー、児童コーナー、郷土資料コーナー、AV視聴コーナー、研修室2室、録音室を備えたボランティア室、展示コーナーなどがある。すべての蔵書にICタグが貼付されており、自動貸出機も設置されている。